# RISE 1
『RISE 1』（ライズ ワン）は、岡本真夜の1枚目のベスト・アルバム。2000年5月31日に発売された。販売元は徳間ジャパンコミュニケーションズ。

## 解説
岡本真夜初のベスト・アルバム。
CDのカバーやブックレットの表紙には「RISE」と表記されているが、ブックレットの中や帯には「RISE Ⅰ（ギリシャ数字の1）」と表示されている。
シングル曲を中心にしたベスト・アルバムでリリース順に収録、また他アーティストへのセルフカバーも収録している。
オリコンチャート1位を獲得した。
本作は「初回限定プレス盤」・「通常盤」の2種類が発売された。ブックレットのサイズ・内容も「初回限定プレス盤」・「通常盤」それぞれ異なる。
「初回限定プレス盤」は「Alone〜AOR Version〜」収録の12cmCDとの2枚組。カラーPケース、40Pブックレット、三方背BOX仕様、プレゼント応募ハガキとアンケートハガキ封入。
2010年2月3日に高音質CDのBlu-spec CDとして再発売されている。

## 収録曲
- 全作詞・作曲：岡本真夜（1のみ作詞：岡本真夜・真名杏樹）

1. TOMORROW　（編曲：十川知司）
  - 1枚目のシングル。
  - 1枚目のオリジナル・アルバム『SUN&MOON』にはmoonshine mixで収録。
  - シングルバージョンはアルバム初収録。
2. FOREVER　（編曲：十川知司）
  - 2枚目のシングル。
  - 2枚目のオリジナル・アルバム『Pureness』に収録。
3. Alone　（編曲：十川知司）
  - 3枚目のシングル
  - 。3枚目のオリジナル・アルバム『Smile』に収録。
4. そのままの君でいて　（編曲：十川知司）
  - 4枚目のシングル。
  - 3枚目のオリジナル・アルバム『Smile』に収録。
5. 泣けちゃうほど せつないけど　（編曲：十川知司）
  - 5枚目のシングル。
  - 3枚目のオリジナル・アルバム『Smile』には省略されていたイントロが復活したアルバム・バージョンで収録。
  - 本作で収録されているものはアルバム・バージョンと同じものだが、フェードアウト処理が為されており、フェードアウトのタイミングはシングルバージョンとも異なる。
6. サヨナラ　（編曲：十川知司）
  - 6枚目のシングル。
  - 4枚目のオリジナル・アルバム『Hello』に収録。
7. 大丈夫だよ　（編曲：森俊之）
  - 7枚目のシングル。
  - 4枚目のオリジナル・アルバム『Hello』に収録。
8. 想い出にできなくて　（編曲：田辺恵二）
  - 8枚目のシングル。
  - 4枚目のオリジナル・アルバム『Hello』に収録されたが、曲後に岡本のコーラスが追加されている。
  - シングルバージョンはアルバム初収録。
9. Everlasting　（編曲：森俊之）
  - 9枚目のシングル。
  - 5枚目のオリジナル・アルバム『魔法のリングにkissをして』にはAlbum Mixで収録。
  - シングルバージョンはアルバム初収録。
10. 宝物　（編曲：森俊之）
  - 10枚目のシングル。
  - 5枚目のオリジナル・アルバム『魔法のリングにkissをして』にはAlbum Mixで収録。
  - シングルバージョンはアルバム初収録。
11. この星空の彼方（編曲：森俊之）
  - 11枚目のシングル。
  - 5枚目のオリジナル・アルバム『魔法のリングにkissをして』に収録。
12. 大スキ!　（編曲：森俊之）
  - 広末涼子への提供曲のセルフカバー。
  - 4枚目のオリジナル・アルバム『Hello』に収録。
13. Will…　（編曲：十川知司）
  - 中山美穂への提供曲のセルフカバー。
  - 3枚目のオリジナル・アルバム『Smile』に収録。
  - 5枚目のシングル「泣けちゃうほど せつないけど」カップリングにはアコースティックバージョンで収録。
14. ANNIVERSARY　（編曲：十川知司）
  - 石井聖子への提供曲のセルフカバー。
  - 3枚目のオリジナル・アルバム『Smile』に収録。

## 演奏
- 岡本真夜
  - Vocal
  - All Backing Vocals (#1-12)
  - Chorus Arrangement (#2-6.8.10.11.14)
- 十川ともじ
  - Arrangement, All Keyboards & All Programming (#1-6.13.14)
  - Pianica (#4)
  - Hammond Organ, Piano (#5)
  - Harpsichord (#14)
- 中村修司：Guitar (#1.5)
- 森達彦、山岡広司：Synthesizer Sound Designers (#1-6.13.14)
- 西川進
  - Guitar (#2.4.5.6.12.13.14)
  - Bass (#14)
- 西垣哲二：Chorus Arrangement (#2-6.8.14)
- 角田順：Guitar (#3)
- 美久月千晴：Bass (#3.7.9)
- 渡辺等：Bass (#4)
- YOKAN、木幡光邦：Trumpet (#4)
- 森俊之
  - Arrangement, Chorus Arrangement, All Keyboards & All Programming (#7.9.10.11.12)
  - Strings Arrangement (#7.9)
  - Synth Bass (#9.10)
  - Glockenspiel (#9)
- 江口信夫：Drums (#7.12)
- 古川昌義
  - Guitar (#7.12)
  - Acoustic Guitar (#9)
  - Electric Guitar (#9.10)
- 桑野聖、藤家泉子：Violin (#7)
- 山本純：Viola (#7)
- 四家卯大：Cello (#7)
- 田辺恵二：Arrangement, All Keyboards & All Programming (#8)
- 山本英武：Guitar (#8)
- 佐々木真理：Acoustic Piano (#8)
- Alex Acuna：Percussions (#8)
- 桑野聖ストリングス：Strings Quartet (#9)
- ジミー・ジョンソン：Electric Bass (#11)
- 荻原基文：Bass (#12)
- 萩田光雄：Strings Arrangement (#13)
- 清水ひろたか：Guitar (#13)
- 篠崎正嗣、山本友重、大沼幸江：Violin (#13)
- 丸山泰雄：Cello (#13)
- 菅坂雅彦：Trumpet (#14)

### Alone 〜AOR version〜
- スティーヴ・フェローン：Drums
- ジミー・ジョンソン：Bass
- ディーン・パークス：Electric Guitar & Electric Guitar Solo
- 森俊之：Arrangement, All Keyboards & All Programming